# Río Lajas (Puerto Rico)
Río Lajas is een plaats (comunidad) in het Amerikaanse unincorporated territory Puerto Rico, en valt bestuurlijk gezien onder gemeente Dorado.

## Demografie
Bij de volkstelling in 2000 werd het aantal inwoners vastgesteld op 2349.

## Geografie
Volgens het United States Census Bureau beslaat de plaats een oppervlakte van
3,9 km², geheel bestaande uit land.

## Plaatsen in de nabije omgeving
De onderstaande figuur toont nabijgelegen plaatsen in een straal van 20 km rond Río Lajas.